# Tiougou
Tiougou, parfois orthographié Thiougou, est une commune rurale située dans le département de Gogo de la province du Zoundwéogo dans la région Centre-Sud au Burkina Faso.

## Géographie
Tiougou est situé à environ 17 km au Sud-Est de Gogo. La commune est traversée par la route nationale 29.

## Santé et éducation
Tiougou accueille un centre de santé et de promotion sociale (CSPS) tandis que le centre médical (CMA) le plus proche se trouve à Manga.